# Charny (Yonne)
Charny je francouzská obec v departementu Yonne v regionu Burgundsko-Franche-Comté. V roce 2010 zde žilo 1 676 obyvatel. Je centrem kantonu Charny.

## Vývoj počtu obyvatel
Počet obyvatel 